# تمثيل المتجهات
في الرياضيات والفيزياء، تمثيل المتجهات vector notation هو تدوين رياضي شائع الاستخدام لتمثيل المتجهات،  والتي قد تكون متجهات إقليدية، أو بشكل عام، عناصر في فضاء متجهي.
لتمثيل المتجه، من الشائع في الاصطلاح المطبعي استخدام الأحرف الصغيرة، والخط العريض المستقيم، كما في v. توصي المنظمة الدولية للتوحيد القياسي (ISO) إما بالخط المائل الغامق، كما هو الحال في v، أو الخط المائل غير الغامق الذي يجري تمييزه بسهم، كما في {\displaystyle {\vec {v}}}.
في الرياضيات المتقدمة، غالبًا ما يجري تمثيل المتجهات بخط مائل بسيط، مثل أي متغير.

## التاريخ
في عام 1835 قدم جوستو بيلافيتيس فكرة القطعة المستقيمة الموجهة المكافئة Equipollence مثل {\displaystyle AB\bumpeq CD} مما أدى إلى مفهوم المتجه كفئة تكافؤ لهذه القطعة المستقيمة الموجهة.
صاغ وليم روان هاملتون مصطلح المتجه vector حوالي عام 1843، حيث كشف عن نظام رباعي الأبعاد، وهو نظام يستخدم المتجهات والقياسات لتمتد إلى فضاء رباعي الأبعاد. بالنسبة للربع q = a + b i + c j + d k، استخدم هاملتون إسقاطين: S q = a، للجزء القياسي من q، وV q = b i + c j + d k، للجزء المتجه منه. باستخدام المصطلحات الحديثة حاصل الضرب الاتجاهي (×) وحاصل الضرب القياسي (.)، يمكن كتابة حاصل الضرب الرباعي quaternion product لمتجهين p وq على الصورة pq = –p.q + p×q. في عام 1878، استخدم ويليام كليفورد الضربين الاتجاهي والقياسي لجعل العملية الرباعية مفيدة للطلاب في كتابه المدرسي Elements of Dynamic. قدم جوزيه جيبس محاضرة في جامعة ييل تمثيلًا للضرب القياسي والضرب الاتجاهي، والتي استُخدمت في تحليل المتجهات Vector Analysis.
في عام 1891، ذكر أوليفر هيفيسايد في كلاريندون Clarendon (typeface) لتمييز المتجهات vector عن الكميات القياسية scalar. وانتقد استخدام الحروف اليونانية من قِبل تايت Tait والرسائل القوطية Gothic letters من قِبل ماكسويل.
في عام 1912، ساهم جيه بي شو J.B. Shaw "تمثيل مقارن للتعبير عن المتجهات" في نشرة جمعية كواترنيون. بعد ذلك، وصف الكسندر ماكفارلين 15 معيارًا للتعبير الواضح باستخدام المتجهات في نفس المنشور.
قدم هيرمان غراسمان Hermann Grassmann أفكار المتجهات في عام 1841، ومرة أخرى في عام 1862 باللغة الألمانية. لكن علماء الرياضيات الألمان لم يؤخذوا بالرباعيات بقدر ما كان علماء الرياضيات الناطقون بالإنجليزية. عندما كان فيليكس كلاين ينظم الموسوعة الرياضية الألمانية، كلف أرنولد سومرفيلد بتوحيد تمثيل المتجه. في عام 1950 ،  عندما نشرت Academic Press ترجمة G. Kuerti للإصدار الثاني من المجلد الثاني لكتاب Lectures on Theoretical Physics من تأليف Sommerfeld، كان تمثيل المتجه موضوع حاشية سفلية: "في النص الألماني الأصلي، طُبعت المتجهات ومكوناتها بنفس اللغة القوطية. جرى اعتماد الطريقة الأكثر شيوعًا للتمييز المطبعي بين الاثنين لهذه الترجمة."

## متجهات مستطيلة

مستطيل

متوازي المستطيلات

المتجه المستطيل rectangular vector هو متجه إحداثيات تحدده المكونات التي تحدد مستطيلاً (أو متوازي مستطيلات في ثلاثي الأبعاد، وأشكال مماثلة للأبعاد الأكبر). تقع نقطة البداية ونقطة النهائية للمتجه على طرفين متقابلين للمستطيل (أو متوازي المستطيلات، إلخ.).

### تمثيله بمجموعة مرتبة
يمكن تحديد المتجه المستطيل في الفضاء {\displaystyle \mathbb {R} ^{n}} باستخدام مجموعة مرتبة من المكونات، محاطة إما بأقواس أو أقواس زاوية.
بشكل عام، يمكن تمثيل متجه v ذي أبعاد n أو n-dimensional بأي من الأشكال التالية:
- {\displaystyle \mathbf {v} =(v_{1},v_{2},\dots ,v_{n-1},v_{n})}
- {\displaystyle \mathbf {v} =\langle v_{1},v_{2},\dots ,v_{n-1},v_{n}\rangle }

حيث v1، v2، …، vn-1، vn هي مكونات (مُركبات) المتجه v.

### تمثيله بالمصفوفة
يمكن تمثيل متجه مستطيل في {\displaystyle \mathbb {R} ^{n}} أيضًا كصف أو مصفوفة عمود، تحتوي على مجموعة المكونات المرتبة. يُعرف المتجه المحدد كـ "مصفوفة صف" باسم متجه الصف row vector؛ ويُعرَّف المتجه المحدد كـ "مصفوفة عمود" باسم متجه العمود column vector.
مرة أخرى، المتجه {\displaystyle \mathbf {v} } ذي الأبعاد n يمكن تمثيله بأي من الأشكال التالية باستخدام المصفوفات:
- {\displaystyle \mathbf {v} ={\begin{bmatrix}v_{1}&v_{2}&\cdots &v_{n-1}&v_{n}\end{bmatrix}}={\begin{pmatrix}v_{1}&v_{2}&\cdots &v_{n-1}&v_{n}\end{pmatrix}}}
- {\displaystyle \mathbf {v} ={\begin{bmatrix}v_{1}\\v_{2}\\\vdots \\v_{n-1}\\v_{n}\end{bmatrix}}={\begin{pmatrix}v_{1}\\v_{2}\\\vdots \\v_{n-1}\\v_{n}\end{pmatrix}}}

حيث v1، v2، …، vn-1، vn هي مكونات v. في بعض السياقات المتقدمة، يكون لمتجه الصف والعمود معنى مختلف ؛ انظر التباين في المتجهات covariance and contravariance of vectorsللمزيد من المعلومات.

### تمثيل متجه الوحدة
المتجه في {\displaystyle \mathbb {R} ^{3}} (ثلاثي الأبعاد) (أو أبعاد أقل، مثل {\displaystyle \mathbb {R} ^{2}} عندما vz أدناه هي صفر) يمكن تمثيله كمجموع المضاعفات العددية لمكونات متجهات الوحدة الأساسية القياسية في {\displaystyle \mathbb {R} ^{3}}. تُمثل متجهات الوحدة كالتالي: {\displaystyle {\boldsymbol {\hat {\imath }}}=(1,0,0)} و{\displaystyle {\boldsymbol {\hat {\jmath }}}=(0,1,0)}، و{\displaystyle {\boldsymbol {\hat {k}}}=(0,0,1)}.
المتجه ثلاثي الأبعاد {\displaystyle {\boldsymbol {v}}} يمكن تمثيله بالشكل التالي، باستخدام تمثيل متجه الوحدة:{\displaystyle \mathbf {v} =v_{x}{\boldsymbol {\hat {\imath }}}+v_{y}{\boldsymbol {\hat {\jmath }}}+v_{z}{\boldsymbol {\hat {k}}}}حيث vx وvy وvz هي المكونات العددية لـ v. قد تكون المكونات العددية موجبة أو سلبية ؛ القيمة المطلقة للمكوِّن القياسي هي مقدارها.

## المتجهات القطبية

النقاط في نظام الإحداثيات القطبية حيث القطب O والمحور القطبي L. باللون الأخضر، النقطة ذات الإحداثيات الشعاعية 3 والإحداثيات الزاوية 60 درجة، أو (3،60). باللون الأزرق النقطة (4،210).

يمكن اعتبار الإحداثيين القطبيين لنقطة في المستوى متجهًا ثنائي الأبعاد. يتكون هذا المتجه القطبي من مقدار (أو طول) واتجاه (أو زاوية). المقدار، الذي يُمثل عادةً كـ r، هو المسافة من نقطة البداية، الأصل، إلى النقطة التي يجري تمثيلها. أما الزاوية، التي تُمثل عادةً كـ θ (الحرف اليوناني ثيتا)، هي الزاوية، وعادةً ما تُقاس في اتجاه عكس عقارب الساعة، بين اتجاه ثابت، عادةً اتجاه المحور x الموجب، والاتجاه من نقطة الأصل إلى النقطة. عادة ما تُستخدم الزاوية داخل النطاق {\displaystyle 0\leq \theta <2\pi } بالتقدير الدائري أو ما يقابل {\displaystyle 0\leq \theta <360^{\circ }} بالتقدير الستيني.
يجب التأكيد على أن المتجه القطبي ليس متجهًا حقًا، حيث لم يُعرَّف إضافة متجهين قطبين.

### التمثيل بمجموعة مرتبة أو بالمصفوفة
يمكن تمثيل المتجهات القطبية باستخدام إما الزوج المرتب (مجموعة فرعية من تمثيل المجموعة المرتبة باستخدام مكونين فقط)، أو تمثيل المصفوفة، كما هو الحال مع المتجهات المستطيلة. في هذه الأشكال، المكون الأول للمتجه هو r (بدلاً من v1)، والمكون الثاني هو θ (بدلاً من v2). للتمييز بين المتجهات القطبية والمتجهات المستطيلة، يمكن أن تكون الزاوية مسبوقة برمز الزاوية، {\displaystyle \angle }.
يمكن تمثيل المتجه القطبي ثنائي الأبعاد v على أنه أي مما يلي، باستخدام إما الزوج المرتب أو المصفوفة:
- {\displaystyle \mathbf {v} =(r,\angle \theta )}
- {\displaystyle \mathbf {v} =\langle r,\angle \theta \rangle }
- {\displaystyle \mathbf {v} ={\begin{bmatrix}r&\angle \theta \end{bmatrix}}}
- {\displaystyle \mathbf {v} ={\begin{bmatrix}r\\\angle \theta \end{bmatrix}}}

حيث r هو المقدار، وθ هي الزاوية، ورمز الزاوية ({\displaystyle \angle }) هو اختياري.

### التمثيل المباشر
يمكن أيضًا تحديد المتجهات القطبية باستخدام معادلات مستقلة مبسطة تحدد r وθ بشكل صريح. قد يكون هذا غير عملي، ولكنه مفيد لتجنب الالتباس مع المتجهات المستطيلة ثنائية الأبعاد التي تنشأ عن استخدام تمثيل الزوج المرتب أو المصفوفة.
يمكن تحديد متجه ثنائي الأبعاد طوله 5 وحدات واتجاهه π/9 دائري (أي 20° درجة) باستخدام أي من الأشكال التالية:
- {\displaystyle r=5,\ \theta ={\pi  \over 9}}
- {\displaystyle r=5,\ \theta =20^{\circ }}

## متجهات أسطوانية

نظام إحداثيات أسطواني، نقطة الأصل O والمحور القطبي A والمحور الطولي L. النقطة هي النقطة ذات المسافة الشعاعية ρ=4، والزاوية φ=130° درجة والارتفاع z=4.

المتجه الأسطواني هو توسيع لمفهوم المتجهات القطبية إلى ثلاثة أبعاد. إنه أقرب إلى سهم في نظام الإحداثيات الأسطواني. يُحدد المتجه الأسطواني من خلال المسافة في المستوى xy، والزاوية، والمسافة إلى المستوى xy (الارتفاع). المسافة الأولى، عادةً ما ييُرمز لها بـ r أو ρ (الحرف اليوناني rho)، وهي مقدار إسقاط المتجه على المستوى xy. تُقاس الزاوية، التي يُرمز لها بالرمز θ أو φ (الحرف اليوناني phi)، على أنها الزاوية مع الخط الموازي للاتجاه الموجب من محور x؛ عادة ما يجري تقليل الزاوية لتقع داخل النطاق {\displaystyle 0\leq \theta <2\pi }. المسافة الثانية، عادةً ما يرمز لها بـ h أو z، هي المسافة العمودية من المستوى xy إلى نقطة نهاية المتجه.

### التمثيل بمجموعة مرتبة أو بالمصفوفة
تُمثل المتجهات الأسطوانية مثل المتجهات القطبية، حيث يُضاف مكون المسافة الثاني كمكون ثالث لتشكيل مجموعة مرتبة من ثلاث عناصر. يمكن أن تكون الزاوية مسبوقة برمز الزاوية ({\displaystyle \angle }) ؛ يميز تركيبة "مسافة - زاوية - مسافة" المتجهات الأسطوانية في هذا التمثيل عن المتجهات الكروية في تمثيل مماثل.
يمكن تمثيل المتجه الأسطواني ثلاثي الأبعاد v على أنه أي مما يلي، باستخدام إما تمثيل ثلاثي مرتب أو مصفوفة:
- {\displaystyle \mathbf {v} =(r,\angle \theta ,h)}
- {\displaystyle \mathbf {v} =\langle r,\angle \theta ,h\rangle }
- {\displaystyle \mathbf {v} ={\begin{bmatrix}r&\angle \theta &h\end{bmatrix}}}
- {\displaystyle \mathbf {v} ={\begin{bmatrix}r\\\angle \theta \\h\end{bmatrix}}}

حيث r هو مقدار إسقاط v على المستوى xy، و θ هي الزاوية بين الجزء الموجب من محور x وv، وh هي الارتفاع من المستوى xy إلى نقطة نهاية v. مرة أخرى، رمز الزاوية ({\displaystyle \angle }) هو اختياري.

### التمثيل المباشر
يمكن أيضًا تمثيل متجه أسطواني بشكل مباشر، باستخدام معادلات مستقلة مبسطة تحدد r (أو ρ) وθ (أو φ) وh (أو z). يجب استخدام الاتساق عند اختيار الأسماء المراد استخدامها للمتغيرات ؛ ρ لا يخلط مع θ وهكذا.
المتجه ثلاثي الأبعاد، مقدار إسقاطه على المستوى xy هو 5 وحدات، وزاويته من المحور x الموجب هي π/9 دائري (أي 20° درجة)، وارتفاعه من المستوى xy هو 3 وحدات. يمكن تمثيله بأي من الأشكال التالية:
- {\displaystyle r=5,\ \theta ={\pi  \over 9},\ h=3}
- {\displaystyle r=5,\ \theta =20^{\circ },\ h=3}
- {\displaystyle \rho =5,\ \phi ={\pi  \over 9},\ z=3}
- {\displaystyle \rho =5,\ \phi =20^{\circ },\ z=3}

## المتجهات الكروية

الإحداثيات الكروية (r، θ، φ) كما تُستخدم غالبًا في الرياضيات : المسافة الشعاعية r، الزاوية السمتيّة θ، وزاوية الذروة φ. جرى تبديل معاني θ و φ مقارنة بالشائع في الفيزياء.

المتجه الكروي هو طريقة أخرى لتوسيع مفهوم المتجهات القطبية إلى ثلاثة أبعاد. إنه أقرب إلى سهم في نظام الإحداثيات الكروية. يمكن تمثيل المتجه الكروي بالمقدار وزاوية السمت azimuth وزاوية الذروة zenith. عادة ما يُرمز للمقدار بـ ρ. يُرمز لزاوية السمت azimuth عادة بـ θ، وتقاس في اتجاه عكس عقارب الساعة مع الاتجاه الموجب لمحور x. زاوية الذروة zenith، يُرمز لها بالرمز φ، وهي الزاوية مع الاتجاه الموجب لمحور z.

### التمثيل بمجموعة مرتبة أوبالمصفوفة
يمكن تمثيل المتجهات الكروية مثل المتجهات القطبية، حيث يُضاف مكون ثالث يمثل زاوية الذروة zenith لتشكيل مجموعة مرتبة، أو تستخدم مصفوفات ثلاثية. يمكن أن تكون الزوايامسبوقة برمز الزاوية ({\displaystyle \angle }).
يمكن تمثيل المتجه الكروي ثلاثي الأبعاد v على بأي مما يلي، باستخدام إما مجموعة ثلاثية مرتبة أو مصفوفة:
- {\displaystyle \mathbf {v} =(\rho ,\angle \theta ,\angle \phi )}
- {\displaystyle \mathbf {v} =\langle \rho ,\angle \theta ,\angle \phi \rangle }
- {\displaystyle \mathbf {v} ={\begin{bmatrix}\rho &\angle \theta &\angle \phi \end{bmatrix}}}
- {\displaystyle \mathbf {v} ={\begin{bmatrix}\rho \\\angle \theta \\\angle \phi \end{bmatrix}}}

حيث ρ هي المقدار، و θ هي زاوية السمت azimuth، وφ هي زاوية الذروة zenith.

### التمثيل المباشر
مثل المتجهات القطبية والأسطوانية، يمكن تمثيل المتجهات الكروية باستخدام معادلات مستقلة مبسطة، في هذه الحالة لـ ρ وθ و φ.
متجه ثلاثي الأبعاد مقداره 5 وحدات، وزاوية سمته π/9 دائري (أي 20° درجة)، وزاوية ذروة π/4 دائري (أي 45° درجة) يمكن تمثيله على النحو التالي:
- {\displaystyle \rho =5,\ \theta ={\pi  \over 9},\ \phi ={\pi  \over 4}}
- {\displaystyle \rho =5,\ \theta =20^{\circ },\ \phi =45^{\circ }}

## العمليات على المتجهات
في أي فضاء متجهي، يمكن تعريف عمليات الجمع المتجه والضرب القياسي. يحدد الفضاء المتجهي المعياري أيضًا عملية تُعرف باسم المعيار (أو تحديد المقدار). يُعرِّف فضاء الضرب الداخلي أيضًا عملية تُعرف باسم الضرب الداخلي. في {\displaystyle \mathbb {R} ^{3}} and {\displaystyle \mathbb {R} ^{7}}، يُعرف الضرب الداخلي باسم الضرب القياسي. في {\displaystyle \mathbb {R} ^{3}} و{\displaystyle \mathbb {R} ^{7}}، يتم أيضًا تعريف عملية إضافية تُعرف باسم الضرب الاتجاهي.

### جمع المتجهات
يجري تمثيل جمع المتجهات بعلامة الجمع المستخدمة كعامل بين متجهين. تمثيل مجموع المتجهين u وv يُكتب على النحو التالي:{\displaystyle \mathbf {u} +\mathbf {v} }

### ضرب متجه في قيمة عددية
يتم تمثيل الضرب العددي Scalar multiplicationبنفس طرق الضرب الجبري. يشير العدد القياسي الموجود بجانب المتجه (قد يكون أحدهما أو كلاهما بين قوسين). يمكن تمثيل حاصل ضرب العدد k مع المتجه v بأي من الأشكال التالية:
- {\displaystyle k\mathbf {v} }
- {\displaystyle k\cdot \mathbf {v} }

#### طرح المتجهات والقسمة على عدد
باستخدام الخصائص الجبرية للطرح والقسمة، جنبًا إلى جنب مع الضرب في عدد، من الممكن أيضًا تمثيل "طرح" متجهين و"قسمة" متجه على عدد.
يُجرى طرح المتجهات عن طريق ضرب المتجه الثاني بالقيمة -1 ثم جمع الناتج إلى المتجه الأول. يمكن تمثيل ذلك باستخدام علامة الطرح كمعامل. يمكن تمثيل الفرق بين المتجهين u وv بأي من الأشكال التالية:
- {\displaystyle \mathbf {u} +-\mathbf {v} }
- {\displaystyle \mathbf {u} -\mathbf {v} }

تُجرى القسمة على عدد بضرب المتجه في المعكوس الضربي للعدد. يمكن تمثيل ذلك باستخدام علامة الكسر أو علامات القسمة. يمكن تمثيل حاصل قسمة المتجه v على العدد c بأي من الأشكال التالية:
- {\displaystyle {1 \over c}\mathbf {v} }
- {\displaystyle {\mathbf {v}  \over c}}
- {\displaystyle {\mathbf {v} \div c}}

### المعيار
يُرمز لمعيار المتجه بأشرطة مزدوجة على جانبي المتجه. فمعيار المتجه v يُكتب على النحو التالي:{\displaystyle \|\mathbf {v} \|}يُمثل المعيار أيضًا في بعض الأحيان بأشرطة مفردة، مثل {\displaystyle |\mathbf {v} |}، ولكن يمكن الخلط بين هذا وبين القيمة المطلقة (وهو نوع من المعايير).

### الضرب القياسي Inner product
يُمثل الضرب القياسي scalar product لمتجهين (يُعرف أيضًا باسم الضرب الداخلي فضاء الجداء الداخلي، ويجب عدم الخلط بينه وبين الضرب في عدد) كزوج مرتب محاط بأقواس زاوية. سيتم تمثيل الضرب القياسي لمتجهين u وv على النحو التالي:{\displaystyle \langle \mathbf {u} ,\mathbf {v} \rangle }

#### الضرب القياسي Dot product
في {\displaystyle \mathbb {R} ^{n}}، يُعرف الضرب القياسي باسم Dot product. يمكن تمثيل حاصل الضرب القياسي لمتجهين u وv على النحو التالي:{\displaystyle \mathbf {u} \cdot \mathbf {v} }

### الضرب الاتجاهي
حاصل الضرب الاتجاهي لمتجهين (في {\displaystyle \mathbb {R} ^{3}}) يمكن تمثيله باستخدام علامة الضرب x. فيكون حاصل الضرب الاتجاهي للمتجهين u وv على النحو التالي:{\displaystyle \mathbf {u} \times \mathbf {v} }وأحيانًا يُرمز له برمز الإسفين،  على الصورة:{\displaystyle \mathbf {u} \wedge \mathbf {v} }وفي بعض الكتابات القديمة، يستخدم الرميز التالي لحاصل الضرب الاتجاهي بين u وv :{\displaystyle [\mathbf {u} ,\mathbf {v} ]}

## نابلا Nabla
طالع Del وNabla symbol
يُستخدم تمثيل المتجه في حساب التفاضل والتكامل من خلال العامل Nabla على الصورة:{\displaystyle \mathbf {i} {\frac {\partial }{\partial x}}+\mathbf {j} {\frac {\partial }{\partial y}}+\mathbf {k} {\frac {\partial }{\partial z}}}للدالة العددية f، يُكتب التدرج تدرج (رياضيات) على هيئة {\displaystyle \nabla f\,,}
أما بالنسبة للمتجه F، يُكتب التباعد تباعدعلى هيئة {\displaystyle \nabla \cdot F,}
وللمتجه، يُكتب الدوران دوران (متجهات) على هيئة {\displaystyle \nabla \times F.}